# Batalla de Sandepu
La batalla de Sandepu, también conocida como batalla de Heikoutai, fue una batalla terrestre mayor de la guerra ruso-japonesa, que tuvo lugar en una zona que contaba con una serie de pueblos, a unos 58 kilómetros al sudoeste de Mukden, Manchuria.

## Preliminares
Tras la batalla del río Sha-ho, las fuerzas rusas y japonesas, estaban posicionadas, unas frente a otras, al sur de Mukden, mientras el helado invierno manchú empezaba. Los comandantes japoneses llegaron a la conclusión de que no era posible dar una gran batalla, asumiendo que los rusos, tendrían el mismo punto de vista viendo las dificultades que suponía combatir en invierno.
Sin embargo, el general Oskar-Ferdinand Kazimirovich Grippenberg, recién llegado y poco experimentado comandante general del 2.º Ejército Ruso, rápidamente aprovechó que el ala izquierda japonesa estaba en una posición expuesta por el norte, junto al pequeño pueblo de Heikoutai.
Informado de la caída de Port Arthur, el 2 de enero de 1905, y sabiendo que el 3er Ejército Japonés, bajo el general Nogi Maresuke, estaba ahora avanzando hacia el frente, Grippenberg decidió que era imperativo empujar a los ejércitos de Oyama Iwao hacia Corea antes de que los japoneses pudiesen unir sus fuerzas.

## La batalla
El 25 de enero de 1905, contra la fuerte oposición de su superior, el general Kuropatkin, Grippenberg planeó y ejecutó un ataque con el 2.º Ejército Ruso de Manchuria, formado ahora por el 8.º Cuerpo de Ejército Europeo, una división del 10.º, la 61.ª División de reserva, la 5.ª Brigada de Rifles, y el 1.er Cuerpo de Ejército del Este de Siberia, además de un largo cuerpo de caballería, con un total aproximado de 285 000 hombres y 350 cañones.
Las fuerzas japonesas, acantonadas en sus cuarteles de invierno, fueron cogidas completamente por sorpresa. La cadena de mando japonesa perdió coherencia y, algunas fuerzas, cayeron en el caos, aunque unidades individuales opusieron una fiera resistencia. Las malas condiciones climatológicas, con ocasionales ventiscas, ayudaron a la confusión.
De pronto, el 29 de enero de 1905, el 2.º Ejército Ruso recibió la orden de parar el ataque. Las tropas rusas que avanzaban, con una moral muy alta porque estaban ganando, no debieron entender la razón de la orden. Kuropatkin actuó con su usual precaución e indecisión, y ordenó a las fuerzas de Grippenberg que retrocedieran. Tras la batalla, Grippenberg renunció a su cargo y volvió a Moscú, culpando a Kuropatkin de la debacle en los periódicos, acusándolo de no haberle ayudado en el momento necesario debido a que estaba celoso de su éxito.

## Epílogo
Las bajas rusas fueron 1781 muertos, 9395 heridos y 1065 desaparecidos.  Las bajas japonesas, alrededor de 9000 muertos, heridos y capturados.
La batalla terminó en un empate táctico donde ningún bando reclamó la victoria. Los marxistas rusos usaron la controversia creada por Grippenberg en la prensa, y por la incompetencia de Kuropatkin, en batallas previas, para estimular mayor apoyo en su campaña contra el gobierno.

## Anexos
- Anexo:Batallas del siglo XX

- Datos: Q1358032
- Multimedia: Battle of Sandepu / Q1358032